# Малий курган (заповідне урочище)
Малий курган — заповідне урочище місцевого значення. Об'єкт розташований на території Черкаського району Черкаської області, південно-західний схил пагорба на захід від села Пекарі.
Площа — 1,5 га, статус отриманий у 1979 році.